# Jerry Pettway
Jerry Pettway (Detroit, 13 febbraio 1944) è un ex cestista statunitense, professionista nella ABA.

## Carriera
Venne selezionato dai Cincinnati Royals al quattordicesimo giro del Draft NBA 1967 (144ª scelta assoluta).